# Türkischer Friedhof Berlin

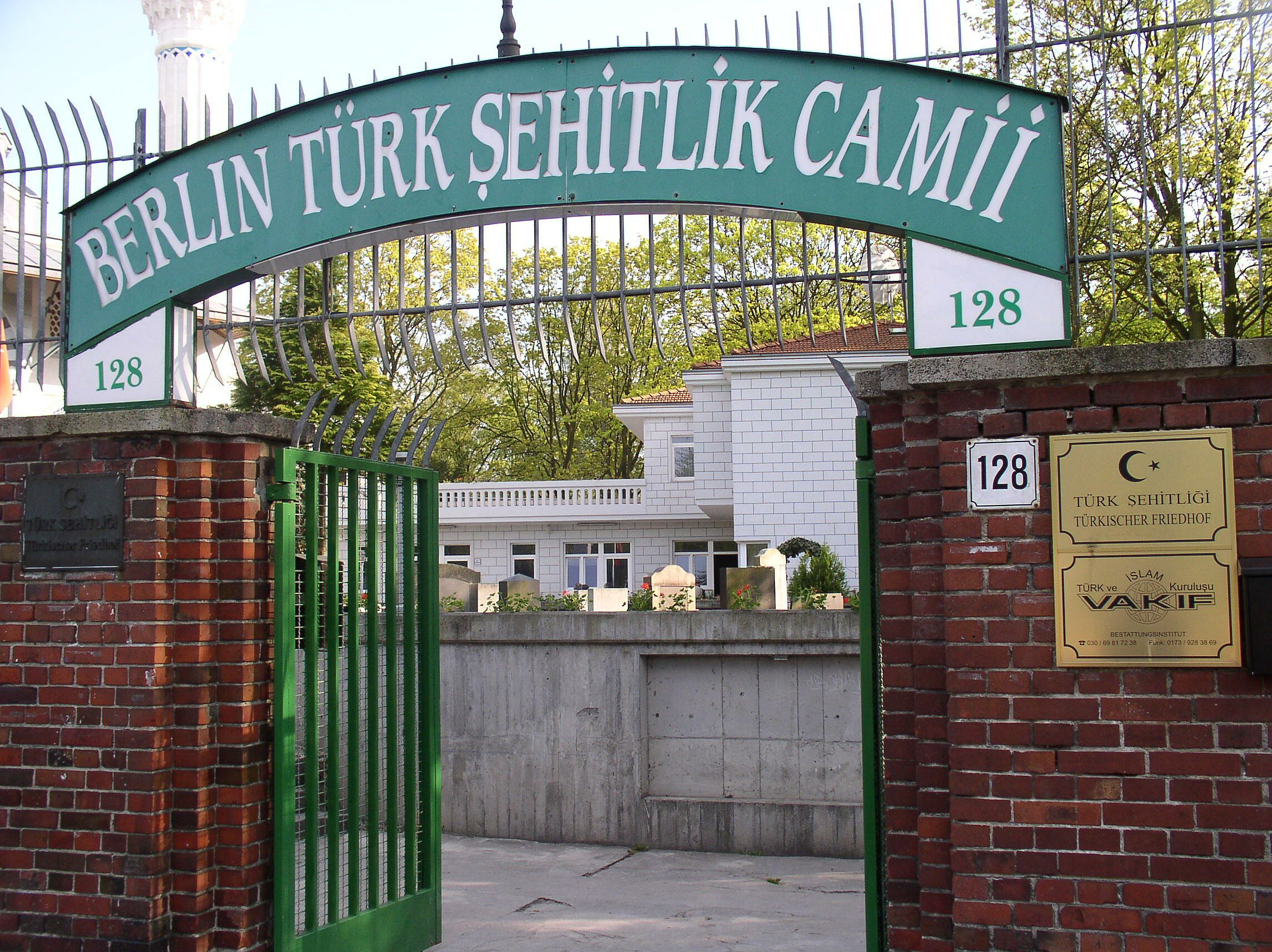
Eingang des Türkischen Friedhofs

Der Türkische Friedhof Berlin ist der älteste islamische Begräbnisplatz in Deutschland. Er wurde 1866 errichtet und grenzt an das Gelände des Neuen Garnisonfriedhofs am Columbiadamm im Berliner Ortsteil Neukölln.

## Begräbnisplatz auf der Tempelhofer Feldmark 1798–1866

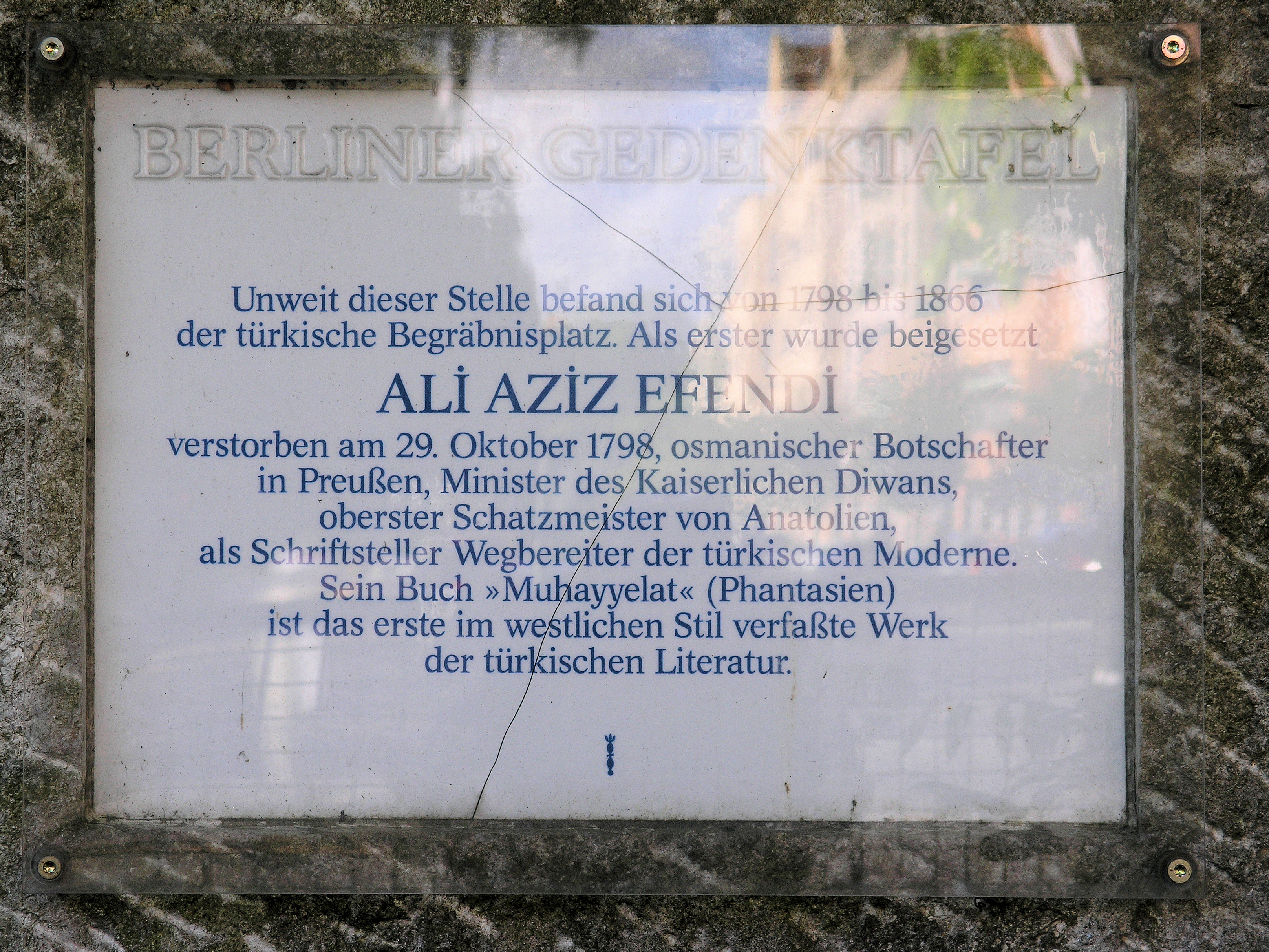
Berliner Gedenktafel am Haus Urbanstraße 15, in Berlin-Kreuzberg

### Vorgeschichte
In verschiedenen europäischen Armeen kämpften Muslime als bosniakische Lanzenreiter und in Tatarenregimentern, sie verdienten sich dabei ihr Auskommen. Sie galten als furchtlos und vorbildlich im Kampf und dienten auch in der Preußischen Armee. 1739 erhielt der Preußische König Friedrich Wilhelm I. 20 türkische Gardesoldaten von Ernst Johann von Biron, dem Herzog von Curland, als Geschenk. Ihnen stellte der König einen eigenen Gebetsraum zur Verfügung. Erst 1762 wurde ein 1000 Mann starkes „Bosniakenkorps“ aufgestellt. Zusätzlich kamen türkische Kaufleute und Diplomaten nach Berlin und bildeten mit den Soldaten eine kleine Gemeinschaft. Im Jahr 1763 wurde die erste ständige osmanische Gesandtschaft in Preußen eröffnet.

### Tempelhofer Feldmark
Im Jahr 1798 verstarb im Berliner Ephraim-Palais der ständige osmanische Gesandte am Berliner Hof, Ali Aziz Efendi. Daraufhin stellte König Friedrich Wilhelm III. ein Gelände in der Tempelhofer Feldmark (heute etwa Urbanstraße 15) für ein islamisches Begräbnis zur Verfügung. Friedrich Wilhelm III. ordnete eine Bestattung nach islamischem Ritus an, deren Begräbniszeremonie und Geleitzug mit ungewohnter Exotik eine die Straßenränder säumende Menge anzog. Im Jahr 1804 wurde auch Mehmet Esad Efendi, ein weiterer Gesandter des Osmanischen Reichs, hier nach den Sitten des islamischen Glaubens beerdigt. Während der Franzosenzeit von 1806 bis 1812 geriet der Begräbnisplatz am Schlächtergraben allerdings in Vergessenheit und war im Stadtplan von 1834 nicht mal mehr gekennzeichnet. 1836 wurden die Gräber von einem ansässigen Bauern gefunden und danach wieder hergerichtet.
Das Tempelhofer Feld war regelmäßig Schauplatz von Militärmanövern und Besichtigungen des preußischen Gardekorps, bei denen Kommandeure oft den Ablauf von Gefechtsübungen zuvor sorgsam einstudieren ließen, um über den tatsächlichen Ausbildungsstand ihrer Soldaten zu täuschen. Die türkischen Grabstätten wirkten somit möglicherweise namensgebend für den Begriff „türken“ im Sinne von „jemandem bei Besichtigungen etwas vormachen“, was sich später zu „jemandem etwas vormachen“ verallgemeinerte. Allerdings existieren weitere Erklärungen zur Wortherkunft.

## Islamischer Friedhof neben dem Garnisonfriedhof ab 1866
Der alte Begräbnisort musste infolge der Roonschen Heeresreform und der damit einhergehenden Vergrößerung der Armee 1854 dem Neubau einer Kaserne für das Kaiser Franz-Garde-Grenadier-Regiments Nr. 2 an der Blücherstraße weichen. Für die Verlegung der Grabstätten schenkte König Wilhelm I. dem Osmanischen Reich das heute als Friedhof dienende Gelände am späteren Columbiadamm. Am 19. Dezember 1866 wurden die Überreste der Verstorbenen nach einer religiösen Zeremonie auf dem heutigen Friedhof bestattet. 1867 ließ Wilhelm I. gemeinsam mit dem türkischen Sultan Abdülaziz durch den Baumeister Gustav Voigtel einen Obelisken aufstellen, auf dessen Spitze eine goldene Mondsichel angebracht wurde und dessen Seiten arabisch beschriftete Grabsteine zieren.

## Şehitlik Friedhof – Türkische Kriegsgräberstätte zu Berlin

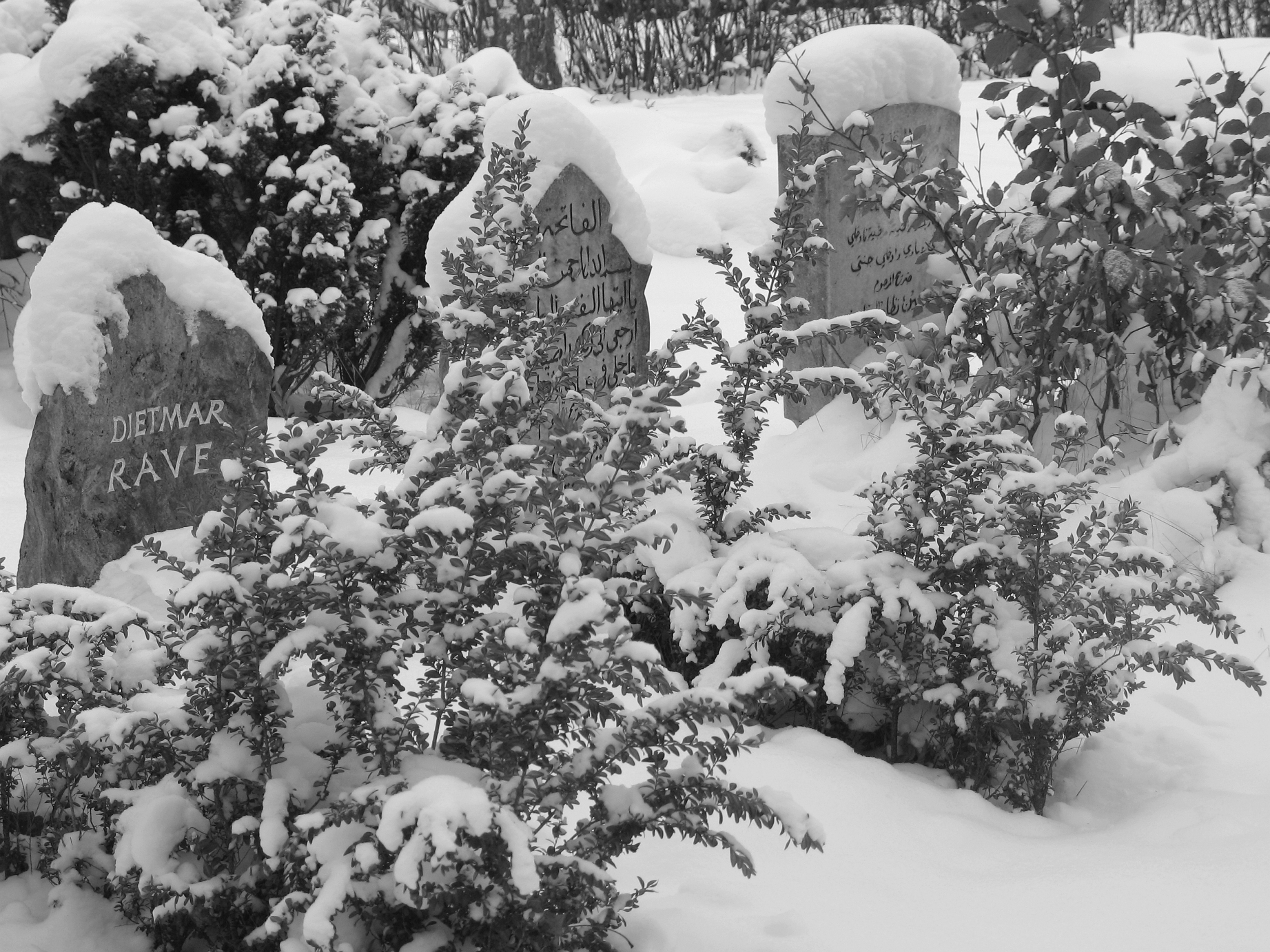
Islamische Grabsteine auf dem Garnisonfriedhof im Schnee

Mit dem Ende des Osmanischen Reichs ging der Friedhof auf die Türkische Botschaft in Berlin über und ist seitdem Eigentum des türkischen Verteidigungsministeriums. Der Name Şehitlik Friedhof beziehungsweise Türkische Kriegsgräberstätte zu Berlin beruht darauf, dass türkische Soldaten, die während des Ersten Weltkriegs an der Seite der sogenannten Mittelmächte (Deutschland, Österreich, später kam das Osmanische Reich und Bulgarien hinzu) gekämpft hatten, hier bestattet wurden (şehit ist türkisch für ‚Märtyrer‘).
Im Jahr 1921 wurde noch ein 700 m² großes Grundstück gekauft und der Friedhof vergrößert. 1921/1922 wurde von dem Architekten Eisfelder im Auftrag der Türkischen Botschaft ein Gebäude im orientalischen Stil errichtet, das als Wach- und Wohnhaus dienen sollte für den Botschaftsimam und Friedhofspfleger Hafız Şükrü Bey, der 1924 starb und ebenfalls hier beerdigt ist. Es handelte sich um einen relativ schlichten Putzbau mit türkisfarbenen Wänden und geschwungenen Fensterpartien auf einer Grundfläche von 10,58 m × 9,35 m. Als 1938 der Ausbau des Flughafens Tempelhof begann, führte dies zur Beseitigung der im maurischen Stil gehaltenen Eingangspforte zum Friedhof.
Nach dem Zweiten Weltkrieg oder gegen Ende der 1960er Jahre wurde das Häuschen auf dem Friedhof laut Zeitzeugen gelegentlich als Gebetsraum genutzt und 1984/1985 durch den Architekten Deniz Baykal zu einer kleinen Moschee mit aufgesetzter Kuppel, ausgebaut.

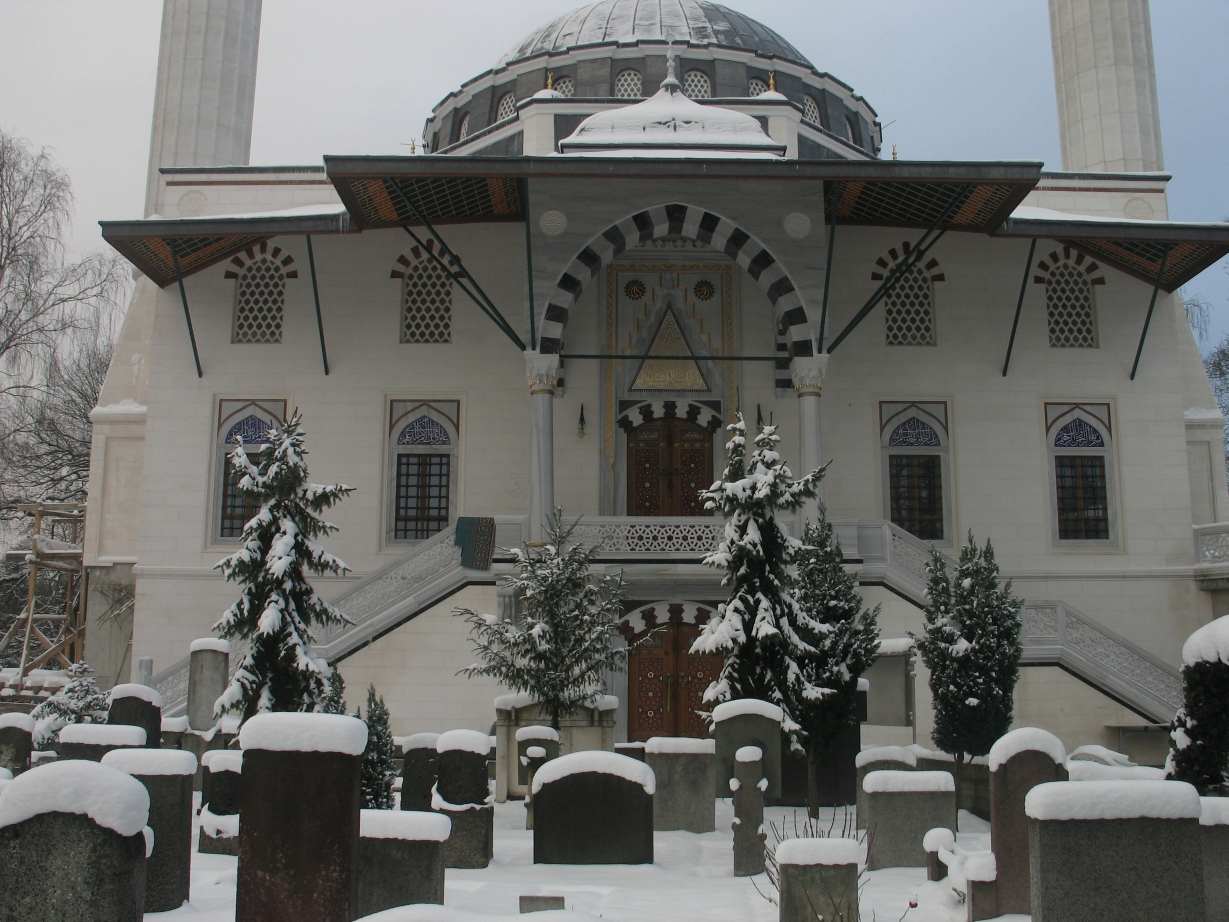
Türkischer Friedhof und Şehitlik-Moschee

Bereits in der Nachkriegszeit war der Platz auf dem Friedhof weitgehend erschöpft mit etwa 220 Gräbern, von denen nur rund 150 erhalten sind. 1963 stellte die Stadt Berlin auf dem benachbarten Garnisonfriedhof ein etwa 2000 m² großes islamisches Gräberfeld zur Verfügung, welches seitdem genutzt wird. Auf dem türkischen Friedhof selbst gilt aufgrund des Platzmangels seit den 1980er Jahren eine Beisetzungssperre. Ein weiteres islamisches Gräberfeld besteht in Berlin seit 1988 auf dem hinteren Teil des Landschaftsfriedhofs Gatow, dieses ist jedoch weit entfernt von den Stadtteilen, in denen die meisten Berliner Muslime leben, und schlecht erreichbar. Wenngleich der türkische Friedhof für Begräbnisse geschlossen ist, finden hier aber immer noch Bestattungszeremonien statt, rituelle Waschungen, Gebete und Trauerfeiern für Bestattungen in Berlin oder auch Überführungen in die Türkei.
Der Friedhof am Columbiadamm spielt in der Friedhofslandschaft Deutschlands insofern eine Sonderrolle, da er von einem türkischen Ministerium verwaltet wird. Muslime können aufgrund ihres Status keine eigene Körperschaft des öffentlichen Rechts bilden und daher bislang keine eigene Friedhöfe verwalten bzw. Friedhofsträger werden.
Zwischen 1999 und 2004 entstand auf dem Gelände die Şehitlik-Moschee, eine der größten Moscheen in Berlin. Sie wurde nach Plänen des Architekten Hilmi Şenalp im klassisch-osmanischen Stil errichtet vom Bauherren Türkisch-Islamische Union der Anstalt für Religion (DITIB).
De DITIB hat unter Bezugnahme auf ein unabhängiges Entwicklungskonzept einen Antrag für eine Friedhofserweiterung auf dem angrenzenden ehemaligen Flughafen Tempelhof gestellt.

## Ehrengräber für Verantwortliche des Völkermords an den Armeniern

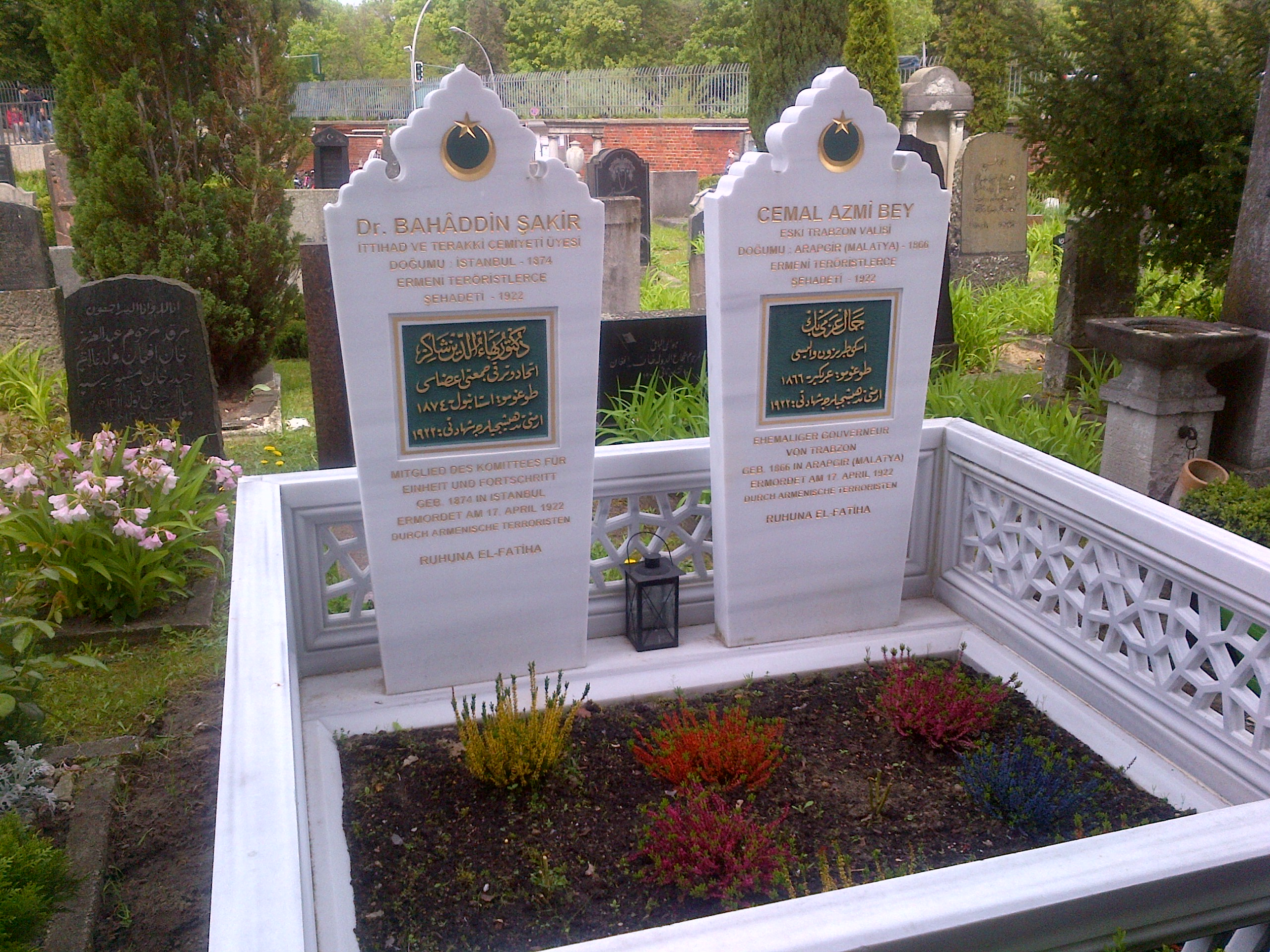
Ehrengräber für Verantwortliche des Völkermords an den Armeniern, Cemal Azmi und Bahaeddin Şakir, auf dem Türkischen Friedhof Berlin

Auf dem türkischen Friedhof der Şehitlik-Moschee befinden sich Ehrengräber aus Marmor für zwei Verantwortliche des Völkermords an den Armeniern. Cemal Azmi, bekannt als „Der Schlächter von Trabzon“, war für den Völkermord an den Armeniern in der Provinz Trapezunt verantwortlich und liegt in einem der Ehrengräber begraben. Das andere Ehrengrab gehört Bahaettin Şakir, Gründungsmitglied der jungtürkischen Regierung des Osmanischen Reiches, des Komitees für Einheit und Fortschritt, das den Völkermord an den Armeniern organisierte.
Auch Talaat Pascha, einer der Hauptverantwortlichen des Völkermordes, lag auf dem türkischen Friedhof begraben. Sein Leichnam wurde jedoch 1943 vom NS-Regime in einem pompösen Staatsakt nach Istanbul überführt. Cemal Azmi, Bahaettin Şakir und Talaat Pascha wurden für ihre Verbrechen an den Armeniern zum Tode verurteilt, flohen jedoch nach Deutschland, wo Talaat Pascha 1921 und Azmi und Şakir 1922 im Zuge der Geheimoperation Nemesis in Berlin ermordet wurden.

## Persönlichkeiten

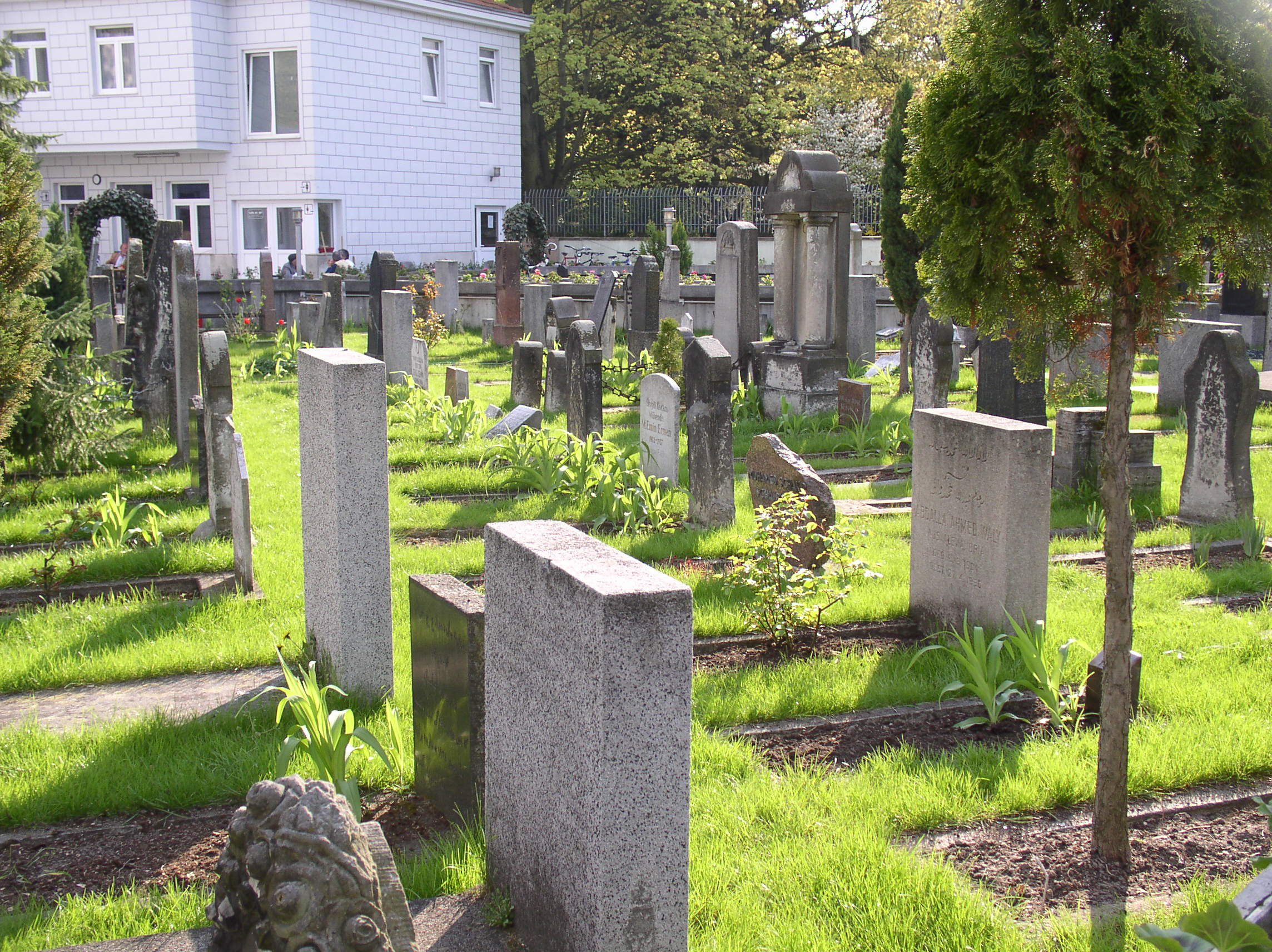
Gräber auf dem Türkischen Friedhof

Auf dem islamischen Friedhof in Neukölln finden sich neben vielen anderen Gräbern auch die Grabstätten einiger bekannter Persönlichkeiten. Besonders zu erwähnen sind dabei:
- Giritli Ali Aziz Efendi (1798, osmanischer Botschafter)
- Mehmet Esad Efendi (1804, osmanischer Botschafter)
- Hafız Şükrü Bey (1924, Imam der türkischen Botschaft in Berlin)
- Talaat Pascha (1921, türkischer Großwesir; 1943 nach Istanbul überführt und umgebettet)
- Ziya Hilmi Bey (1929, Physiker)
- Mehmed Bey (1870–1912, Mediziner)
- Izzet Bey (Professor)
- Mohammed Bach Hamba (1920, tunesischer Freiheitskämpfer und Nationalheld)
- Yunus Abd al-Wahhab (1922, Mitglied der Handelsdelegation von Buchara)
- 'Azzam Schah Muhammad Schah (1922, Mitglied der Handelsdelegation von Buchara)
- Cemal Azmi (1922, türkischer Politiker)
- Bahaettin Şakir (1922, türkischer Politiker)